# Saint-Georges-des-Sept-Voies
Saint-Georges-des-Sept-Voies – miejscowość i dawna gmina we Francji, w regionie Kraj Loary, w departamencie Maine i Loara. W 2013 roku jej populacja wynosiła 710 mieszkańców.
W dniu 1 stycznia 2016 roku z połączenia pięciu ówczesnych gmin – Chênehutte-Trèves-Cunault, Gennes, Grézillé, Saint-Georges-des-Sept-Voies oraz Le Thoureil – utworzono nową gminę Gennes-Val-de-Loire. Siedzibą gminy została miejscowość Gennes.